# Дулин, Капитолий Абрамович
Капито́лий Абра́мович Ду́лин (Капито́н Авраа́мович) (4 марта 1876, Лисичанск — 26 августа 1933, Москва) — русский и советский архитектор и инженер, один из ярких представителей московского модерна. Почётный гражданин Анапы

## Биография
С 1896 по 1900 годы учился в Московском училище живописи, ваяния и зодчества (МУЖВЗ), по окончании которого получил Малую серебряную медаль и звание неклассного художника архитектуры. Обучался в Императорской Академии художеств у архитектора В. А. Коссова и с 1898 года служил у него помощником. В 1900—1901 годах работал в строительной конторе «Лазарев и Строттер». С 1901 по 1906 годы являлся главным инженером и заведующим строительным отделом Сормовских заводов в Нижнем Новгороде. Член Московского архитектурного общества с 1905 года.
С 1906 года работал в Москве, часто выступал в роли строителя по проектам других архитекторов (П. С. Бойцова, И. А. Иванова-Шица и других). В 1906 году вновь поступил в МУЖВЗ на скульптурное отделение, но был исключён из училища в 1909 году. Жил в Столешниковом переулке, 6.
После Октябрьской революции продолжил активную деятельность, выступая чаще в роли консультанта по инженерным вопросам. В 1921—1925 годах работал в Управлении фабрики «Гознак». В 1926—1928 годах работал в Управлении «Грознефть», где спроектировал большинство сооружений по линии нефтепровода Грозный — Туапсе. По проекту К. А. Дулина было устроено водоснабжение в Грозном.
В 1928 году был репрессирован. С 1929 по 1931 годы находился в заключении, работал в Котласе в проектных мастерских. Выполнял проекты для Управления Соловецких лагерей особого назначения.
Скончался в Москве, похоронен на Ваганьковском кладбище (11 уч.).

## Проекты и постройки

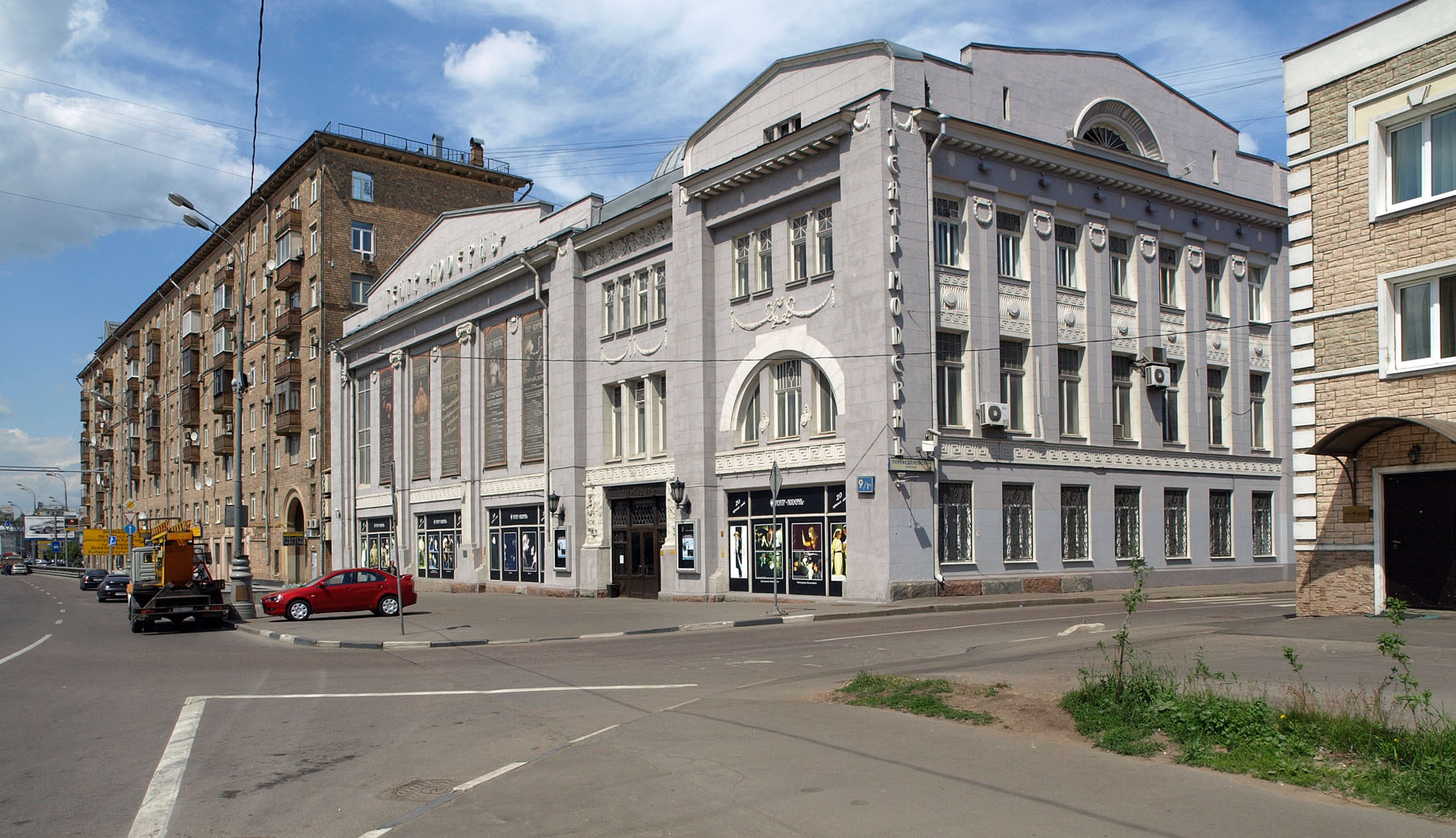
Московская хлебная биржа

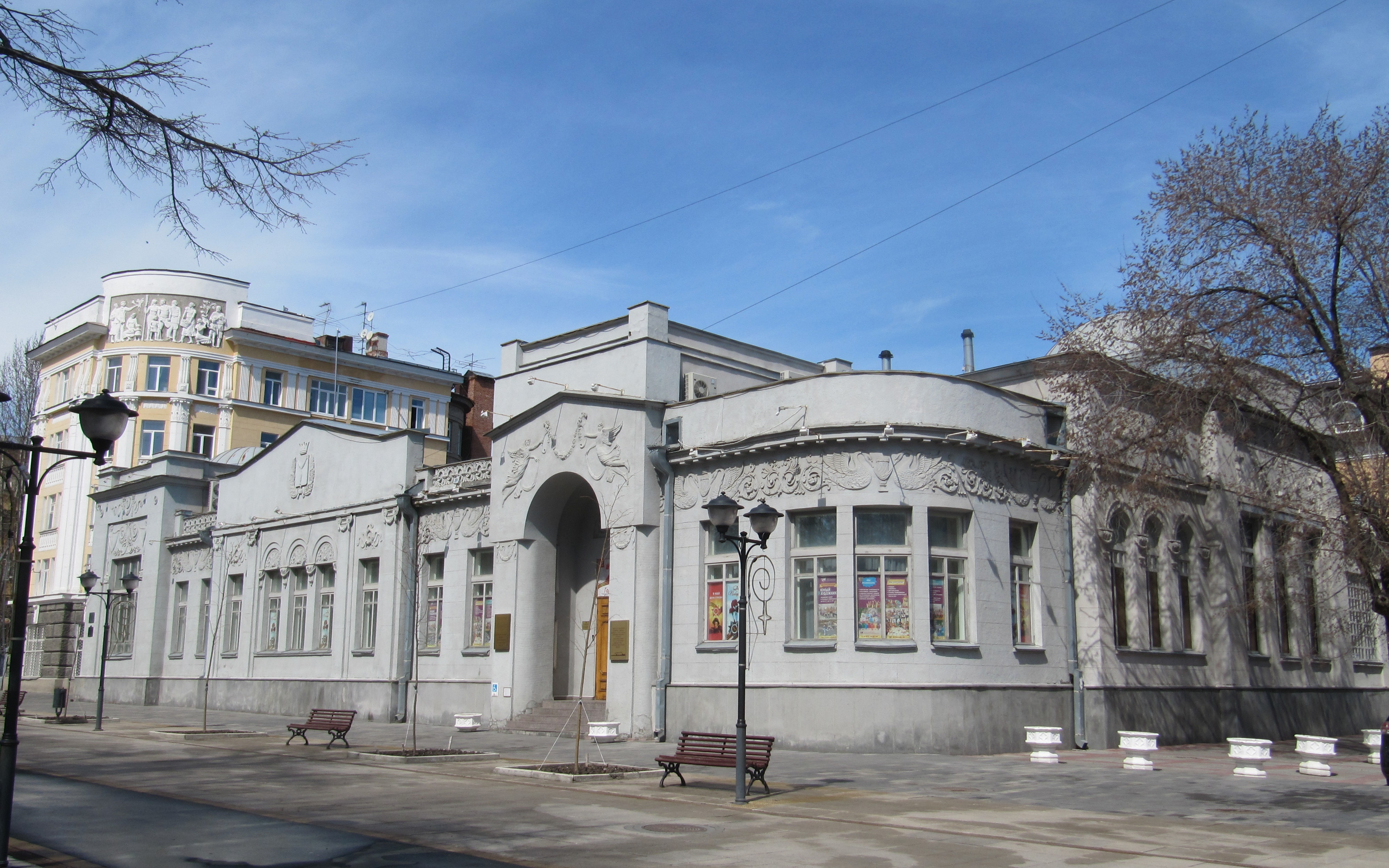
Особняк Шмидта с гротом, Саратов

- Доходный дом А. Шахова (1904, Москва, Улица Большая Молчановка, 19);
- Доходный дом Доходный дом братьев Н. А. и В. А. Штром (1908, Москва, Улица Малая Полянка, 10);
- Строения на территории Невского стеаринового завода (1909, Москва, Салтыковская улица);
- Гараж А. И. Грюнбаума (1910, Москва, 4-я Тверская-Ямская улица), не сохранился;
- Особняк Шмидта с гротом и службами (1910, Саратов, Волжская улица, 32);
- Московская хлебная биржа (1911, Москва, Спартаковская площадь, 9);
- Проект доходного дома Н. И. Силуанова (1911, Москва, Архангельский переулок, 11), не осуществлён;
- Проект доходного дома Емельянова (1911, Москва), не осуществлён;
- Доходный дом А. И. Колошиной (1912, Москва, Андроньевская площадь, 5), частично разрушен в 1950-х годах;
- Проект доходного дома И. М. Куликова (1912, Москва, Просвирин переулок, 15), не осуществлён;
- Особняк Н. И. Силуанова, совместно с архитектором Л. В. Осовецким (1912, Москва, Архангельский переулок, 11);
- Доходный дом А. Г. Щенникова (1913, Москва, 3-я Тверская-Ямская улица, 50), реконструирован и надстроен в 1998 году, с сохранением отдельных элементов прежней композиции;
- Доходный дом с электротеатром «Орион» (1913, Москва, Преображенская площадь, 7), ценный градоформирующий объект[3];
- Доходный дом И. Ф. Нейштадта (1913—1916, Москва, Черниговский переулок, 4/9 — Улица Большая Ордынка, 9/4);
- Особняк Л. Николенко (1917, Анапа);
- Часовня-памятник в имении М. Морокиной (1910-е);
- Доходный дом Общества «Мазут» (1910-е, Москва, Неглинный проезд);
- Проект промышленного здания на Сормовских заводах (1910-е, Нижний Новгород);
- Достройка жилого дома при фабрике Заготовления государственных знаков (1923, Москва, Большая Пироговская улица, 35);
- Проекты павильона Гознака для Всемирной выставки в Париже (1925);
- Проект лечебницы Управления Соловецких лагерей особого назначения (1929, Соловецкие острова);
- Пристройка к жилому дому (1920-е, Москва, 1-я Тверская-Ямская улица), не сохранился;
- Проект жилого дома (1920-е, Москва, Большой Кисловский переулок).